# Pointe Ferry
Pointe Ferry är en udde i Guadeloupe (Frankrike). Den ligger i den västra delen av Guadeloupe, 30 km norr om huvudstaden Basse-Terre.
Terrängen inåt land är kuperad. Havet är nära Pointe Ferry västerut. Runt Pointe Ferry är det ganska tätbefolkat, med 144 invånare per kvadratkilometer. Närmaste större samhälle är Pointe-Noire, 5,2 km söder om Pointe Ferry. I omgivningarna runt Pointe Ferry växer i huvudsak städsegrön lövskog.